# MESSAGE (MONGOL800專輯)
《MESSAGE》，日本樂團MONGOL800第2張錄音室專輯。2001年9月16日發行。是日本音樂史上銷量最高的地下專輯。

## 簡介
前作《GO ON AS YOU ARE》約一年之後發行。
當時，在沖繩縣以外並沒有引起大話題，但是專輯收錄曲目《特別為你》被用作Lion的電視廣告歌曲之後，專輯馬上爆紅大熱。
發售七個月後，首次取得Oricon公信榜冠軍，是地下專輯首次取得冠軍。2002年度日本專輯銷量第3位。
史上第一張地下專輯的銷量突破百萬，至今（2011年）專輯仍然經常登上Oricon榜，Oricon統計的總銷量已超過277萬張，是日本歷代專輯銷量第29位。是2000年代銷量最高的男性音樂人發行的錄音室專輯。
樂團成員幾乎沒有進行任何宣傳活動，但是專輯曲目在有線放送上卻非常受歡迎。
專輯的熱賣使上一張錄音室專輯《GO ON AS YOU ARE》也連帶受益，在音樂排行榜上打破了發行當年的紀錄。
2002年被邀請參加NHK紅白歌合戰，但拒絕參加。發售五年後的2007年才在電視節目上首次演唱這首歌。
收錄歌曲大半都是英語歌詞，在當時的日本樂壇是很少見的。

## 收錄曲目
全 作詞：上江洌清作；作曲：MONGOL800
1. 特別為你（あなたに）
2. Song for you
3. 小小戀歌（小さな恋のうた）
4. Melody
5. 月光之下（月灯りの下で）
6. For Life
7. 智齒－Summer Again－（親知らず－Summer Again－）
8. HEY Mommy
9. Marriage Blue
10. 矛盾上開花（矛盾の上に咲く花）
11. 琉球愛歌（琉球愛歌）
12. Dear My Lovers
13. 夢想成真（夢叶う）
14. Dandelion

and Secret Track ｢MESSAGE｣